# Frances Wood

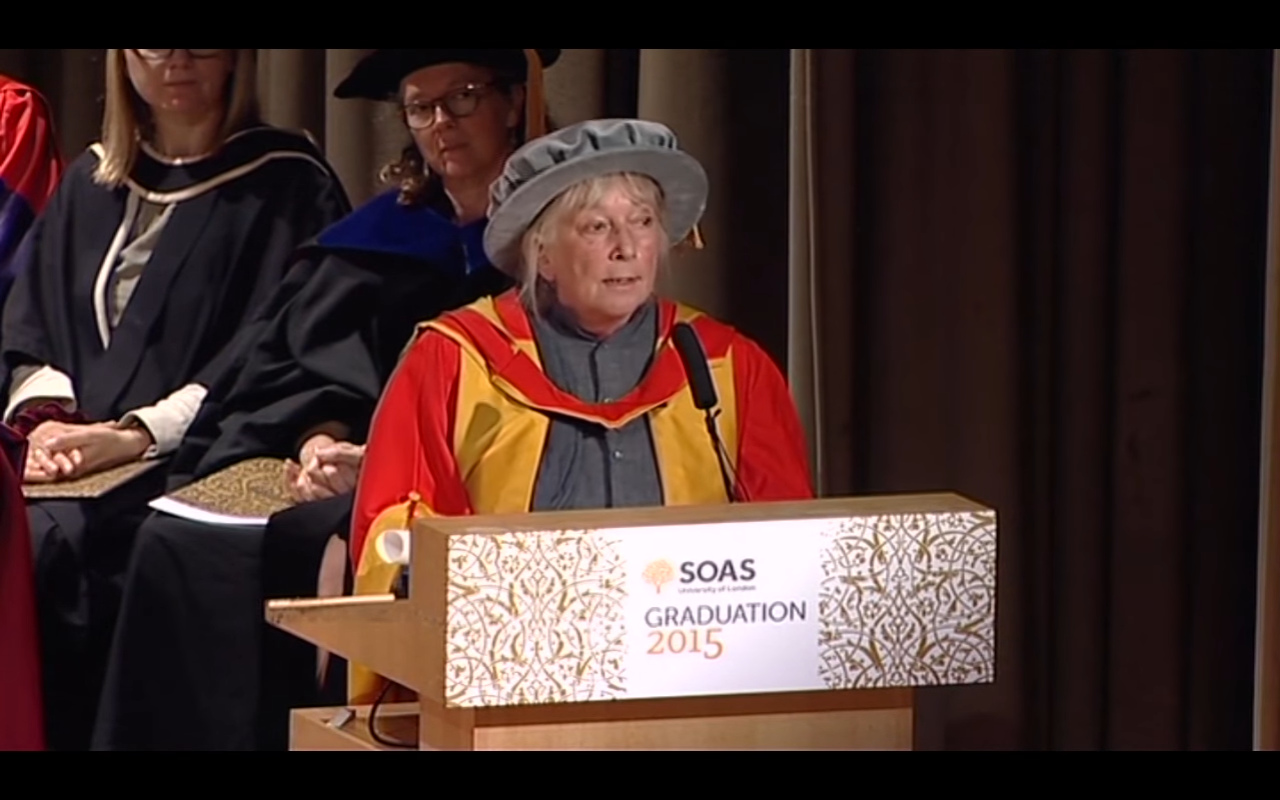
Frances Wood es homenajeada en la ceremonia de graduación de SOAS en 2015

Frances Wood (nombre en chino Wú Fangsi, 吴芳思; nacida en 1948) es una bibliotecaria, sinóloga e historiadora inglesa conocida por sus publicaciones sobre historia de China, especialmente sobre Marco Polo, la vida en los puertos chinos, y el primer emperador de China . 

## Biografía
Wood nació en Londres en 1948 y estudió arte en Liverpool en 1967, antes de ir a la facultad de Newnham, Cambridge, donde estudió chino. Prosiguió sus estudios de chino en la Universidad de Pekín entre 1975 y 1976.

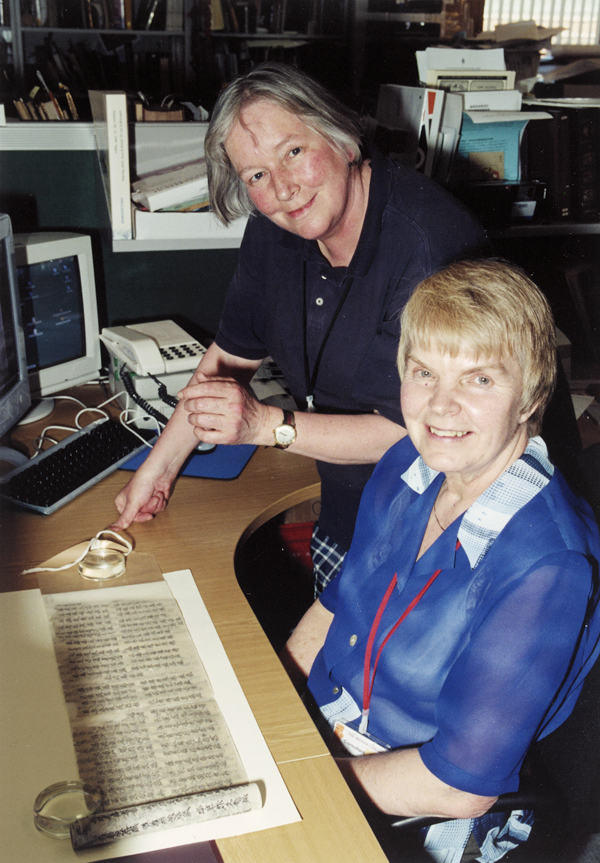
Frances Wood (de pie) con la tangutóloga rusa Ksenia Kepping en marzo de 2001

Wood se unió al personal de la Biblioteca Británica en Londres en 1977 como asistente, donde prosiguió su carrera hasta retirarse como conservadora de las colecciones chinas en 2013.  También es miembro del comité directivo del Proyecto Internacional Dunhuang , y es editora de Transactions of the Oriental Ceramic Society .  Dirigió la Escuela Primaria de Ashmount durante 20 años, hasta julio de 2014. 
En su libro de 1995, Did Marco Polo go to China? (¿Se fue Marco Polo a China?), argumenta que el libro de Marco Polo ( Il Milione ) no es el relato de una única persona, sino una colección de relatos de varios viajeros.
En mayo de 2012, apareció en In Our Time en BBC Radio 4 y habló sobre Marco Polo. En diciembre de 2012, apareció en el especial del Desafío de la Universidad de Navidad como miembro del equipo de la facultad Newnham, Cambridge .En 2015, apareció de nuevo en el episodio sobre el legalismo chino.  